# Tangled Lives (film 1911)
Tangled Lives è un cortometraggio muto del 1911. Il nome del regista non viene riportato nei credit del film. Prodotto dalla Kalem Company e distribuito dalla General Film Company, probabilmente aveva come interpreti George Melford e Alice Joyce, due attori dei quali non si ha una conferma certa.

## Produzione
Il film fu prodotto dalla Kalem Company.

## Distribuzione
Distribuito dalla General Film Company, il film - un cortometraggio in una bobina - uscì nelle sale cinematografiche statunitensi il 26 maggio 1911.